# Sandra Nashaat
Sandra Nashaat (2 de febrero de 1970) es una directora de cine egipcia.

## Biografía
Nashaat es cristiana copta. Nació de una madre libanesa y un padre sirio. Nashaat asistió al Instituto Superior de Cine de El Cairo a la vez que la Universidad de El Cairo, donde estudió Literatura Francesa. Ha realizado varios largometrajes en los últimos años, los cuales fueron éxitos de taquilla. 

## Filmografía
- Akhir Shita (El invierno pasado. Cortometraje, 1992)
- Al-Mufiola (La mesa de edición. Cortometraje, 1994)
- Mabruk wa Bulbul (Mabruk y Bulbul. 1998)
- Leh Khaletny Ahebak (¿Por qué me hiciste amarte?, 2000)
- Haramia Fe KG 2 (Ladrones en Kindergarten, 2001)
- Haramia Fe Tailandia (Ladrones en Tailandia, 2003)[2]
- Mallaki Iskandariya (Alejandría Privada, 2005)
- El Rahena (El rehén, 2007)
- Masgoon Tranzeet (2008)
- El Beneficio (2012)
- Sharak (2014)
- Bahlam (2014)